# Michał Stanisław Orzęcki
Michał Stanisław Orzęcki herbu Pobóg (zm. przed 9 maja 1750 roku) – stolnik buski w 1722 roku, łowczy buski w latach 1714–1722, podwojewodzi bełski w 1740 roku, porucznik chorągwi pancernej w 1716 roku, sędzia kapturowy województwa bełskiego w 1733 roku.
Podpisał traktat warszawski 1716 roku w imieniu konfederacji tarnogrodzkiej i skonfederowanych wojsk koronnych.